# سحر الهواري
سحر الهواري (مواليد 19 نوفمبر 1958) هي رائدة كرة القدم النسائية المصرية، فهي أول امرأة في الاتحاد المصري لكرة القدم، ورئيسة أول دوري كرة قدم عربي للسيدات، وأول حَكَمَة في شمال أفريقيا، وعضوة في الاتحاد الدولي لكرة القدم. كما أنها عضو مجلس إدارة الاتحاد المصري لكرة القدم، والمشرف العام على كرة القدم النسائية المصرية. كما أنها عضوة بمجلس النواب المصري، ومرشحة لمنصب وكيل لجنة الشباب والرياضة في المجلس.

## نشأتها
ترعرعت سحر مع كرة القدم، فكان والدها، عزت الهواري، والذي كان حكمًا للعبة هو من ألهمها. لم تكن هناك كرة قدم نسائية في الثمانينيات عندما كانت في المدرسة، وكان يخبرها والدها بأن الأمر غير ممكن، لكنه غير مستحيل لإيمانه بها بإمكاناتها.

## كرة القدم النسائية
في مطلع التسعينيات، أنشأت فريق كرة القدم الخاص بها، وفتحت الباب للنساء في مصر وحولها للانضمام، لكنها واجهت العديد من العقبات. في البداية، درّبت اللاعبات في منزل والدها في القاهرة. واستمر الأمر خمس سنوات، على تكلفتها الخاصة لكن لم يتقبلهم أحد ولم تتقبلهم الأندية، ليصفهم الجميع بالفكرة المجنونة. ثم بدأت بتقديم فريقها في الاحتفالات بالاستعانة بعلاقات والدها الجيدة.
وأخيرًا توّجت مجهوداتها في حث النساء على الرياضة في نهاية التسعينيات عندما تأهل منتخب مصر لكرة القدم إلى بطولة أمم أفريقيا للسيدات. بالإضافة لنجاحها في تدريب حَكَمات، ففي مايو 2012، وصل عدد الحكمات في مصر إلى 42 حَكَمَة، أكثر من أي دولة في أفريقيا، كما أقيمت منافسات الدوري المحلي للسيدات بثمان مجموعات. وفي 2016، تأهل المنتخب المصري لكرة القدم للسيدات لبطولة أفريقيا لثاني مرة في تاريخه بعد تأهله عام 1998،

### معارضة
لم يرض الكثيرون عما تقوم به سحر، فتعرضت للنقد مرات عدّة من الإعلام والجمهور وأيضًا من أعضاء الاتحاد المصري لكرة القدم لمحاولاتها ضم النساء للعبة، وشعر عديد من المصريين بأن اللعبة لا يجب أن يمارسها سوى الرجال، وصدمهم تحديدًا فكرة أن ترتدي النساء السراويل القصيرة في العامة. لم تهتم سحر بالنقد وركّزت وقتها وثروتها فقط على اللعبة. قامت بجمع عدد لاعبي الكرة المعتزلين ذوي الصيت وضمتهم لفريق التدريب، وجالت مصر بحثًا عن لاعبات موهوبات، ليتعود بهم ويقيموا في منزلها وتدفع أجورهم من مالها الخاص.
عام 1998، نظم الاتحاد الأفريقي لكرة القدم البطولة الأولى لمنتخبات السيدات لكرة القدم في نيجيريا، واضطر الاتحاد المصري لكرة القدم في النهاية لأخذ الأمر على محمل الجد. وعليه ترأست سحر وفد الاتحاد المصري وذهبت بالفريق لنيجيريا. وعين وزير الشباب المصري سحر كأول امرأة في مجلس إدارة الاتحاد المصري لكرة القدم.
ثم دعيت للانضمام للجنة الفيفا، وفي كأس العالم للسيدات 2003 في الولايات المتحدة، كانت مراقب المباراة النهائية الرسمي من الفيفا.
ومن العقبات التي واجهتها أيضًا، المشكلات مع عائلات اللاعبات، فلم يكن الأمر سهلًا، ولكن مع مرور الوقت بدأت الفتيات بالتفتح بصورة كبيرة. أيضًا بعض الفتيات القرويات خلعن الحجاب. وغالبيتهن أحسسن بشعورٍ جيد حول ممارستهن للعبة. كما تهدأ سحر حتى استجاب الاتحاد الدولي لكرة القدم لمقترحها بوقف الدعم عن الاتحادات العربية في البلدان التي ليس بها منتخب للسيدات.
وساهمت سحر في عدة دول عربية أيضًا بخلاف مصر، فعلى سبيل المثال، فمع مطلع 2003 كان لها محاولات مع الاتحاد البحريني لكرة القدم، كذلك أقنعت الاتحاد الإماراتي لكرة القدم بتأسيس منتخب للسيدات. وعرضت على جامعة الكويت تأسيس بطولة بين الجامعات النسائية، لكن أثار ذلك معارضة كبيرة من المسلمين المحافظين في الكويت، باعتبارهم أن انخراط المرأة في العادات الرجولية هو نوع من العصيان.

## جوائز
- جائزة اللجنة الأولمبية الدولية:[8][10] 2001، 2004 (تسلمتها عن الفيفا)